# Brad de Caucaz
Bradul de Caucaz (Abies nordmanniana) sau bradul Nordmann este un brad indigen munților de la sud și est de Marea Neagră, în Turcia, Georgia, Caucazul rus, părțile nordice ale Armeniei și părți de nord-vest ale Azerbaidjanului. Acesta crește la altitudini de 900–2.200 m, în condiții climatice cu precipitații de peste 1.000 mm.
Distribuția actuală a bradului Nordmann reprezintă consecințele restrângerii arealului speciei din timpul ultimei glaciațiuni, coasta de est și de sud a Mării Negre, devenind astfel ultimul „refugiu” al respectivei specii. În ciuda climatului în prezent adecvat, specia nu se regăsește la est de Caucazul Mare, care este separat de coasta Mării Negre, la o distanță peste de 400–500 de km.

## Galerie de poze

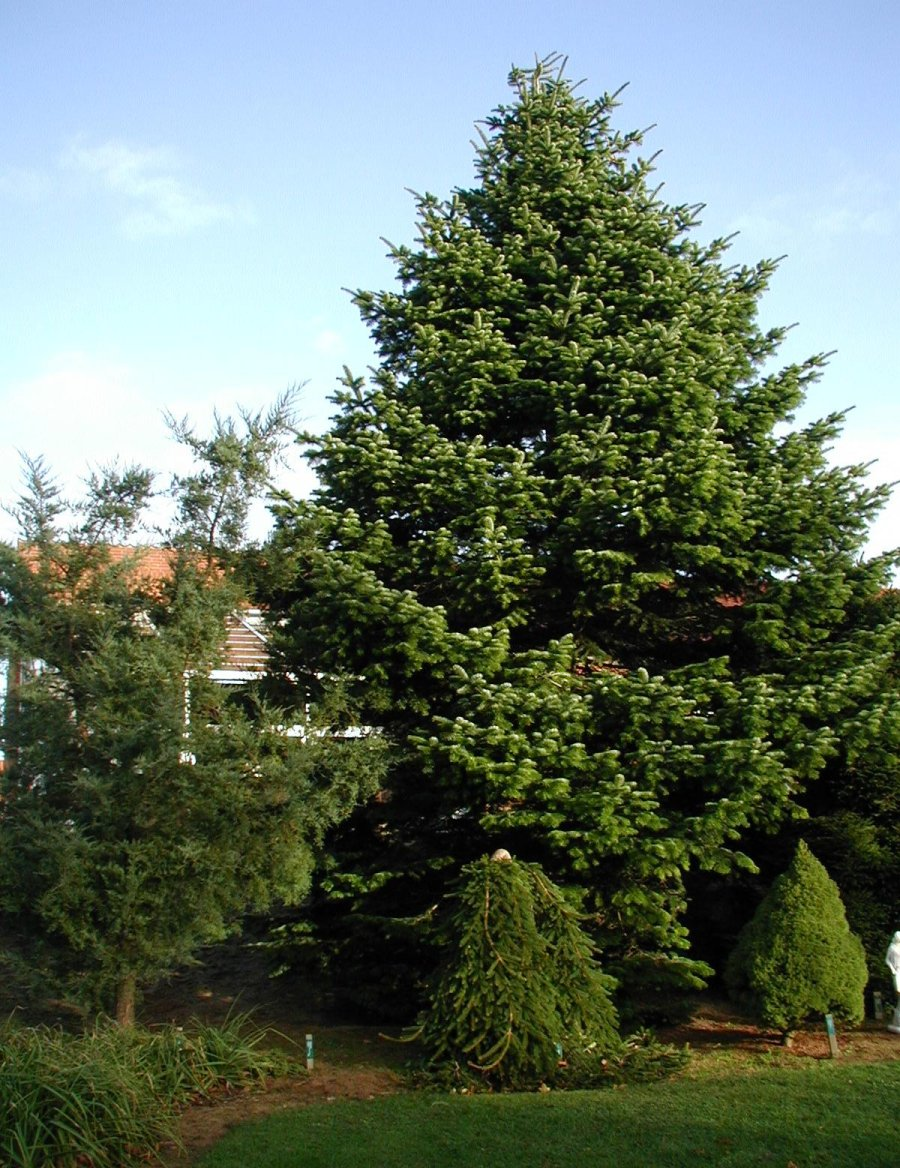
Arbore tânăr
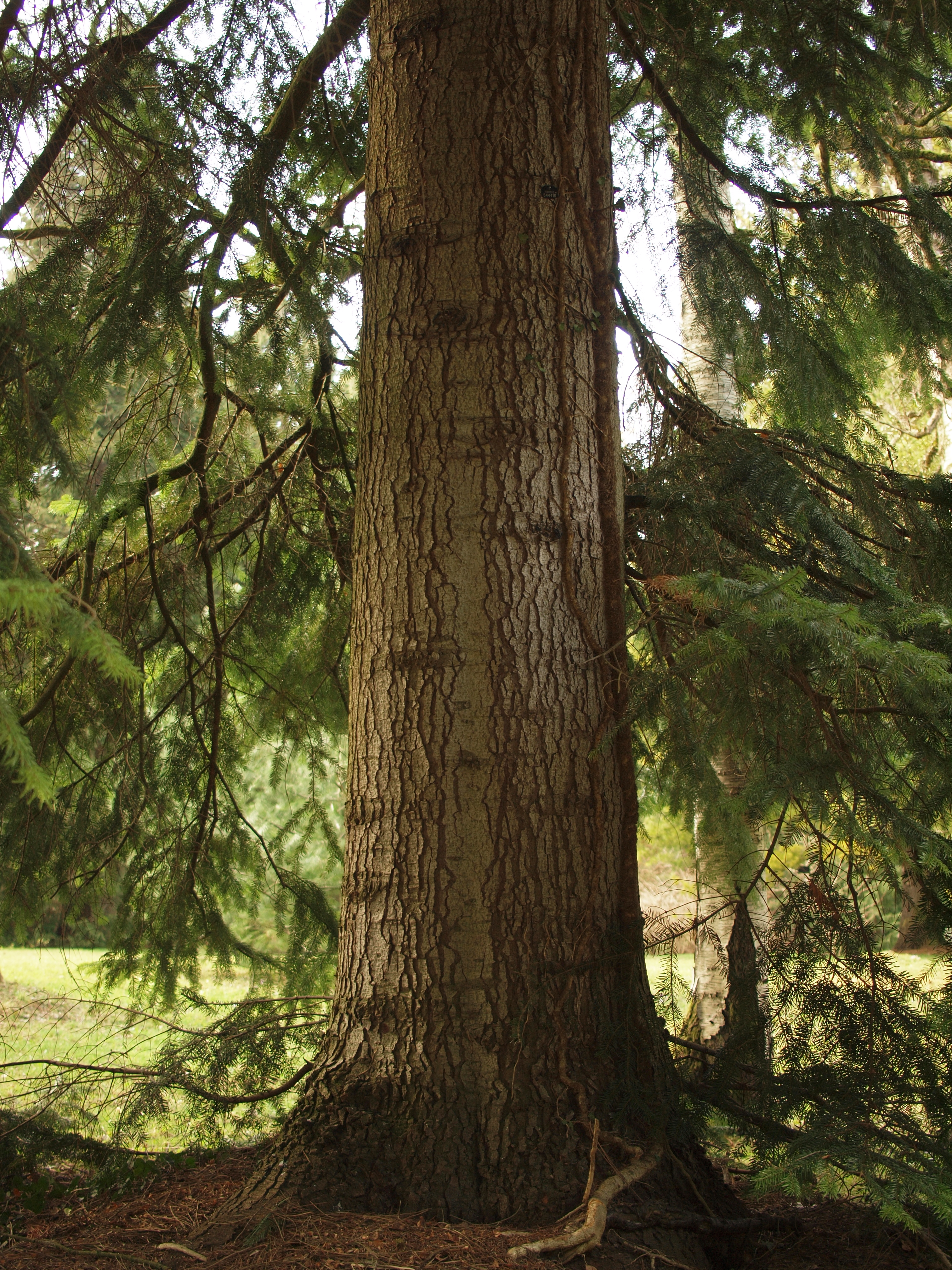
Trunchi de brad de Caucaz
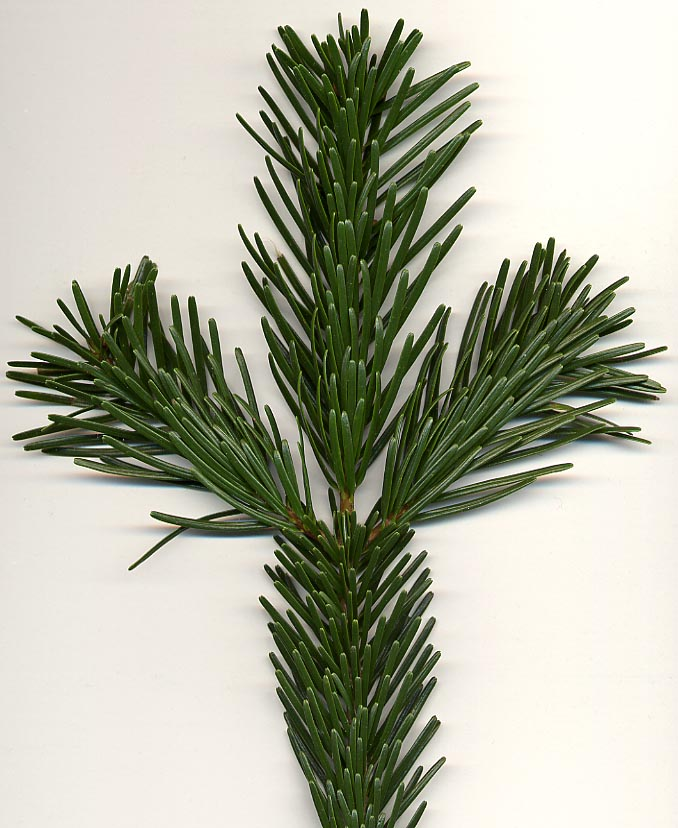
Crenguță cu ace
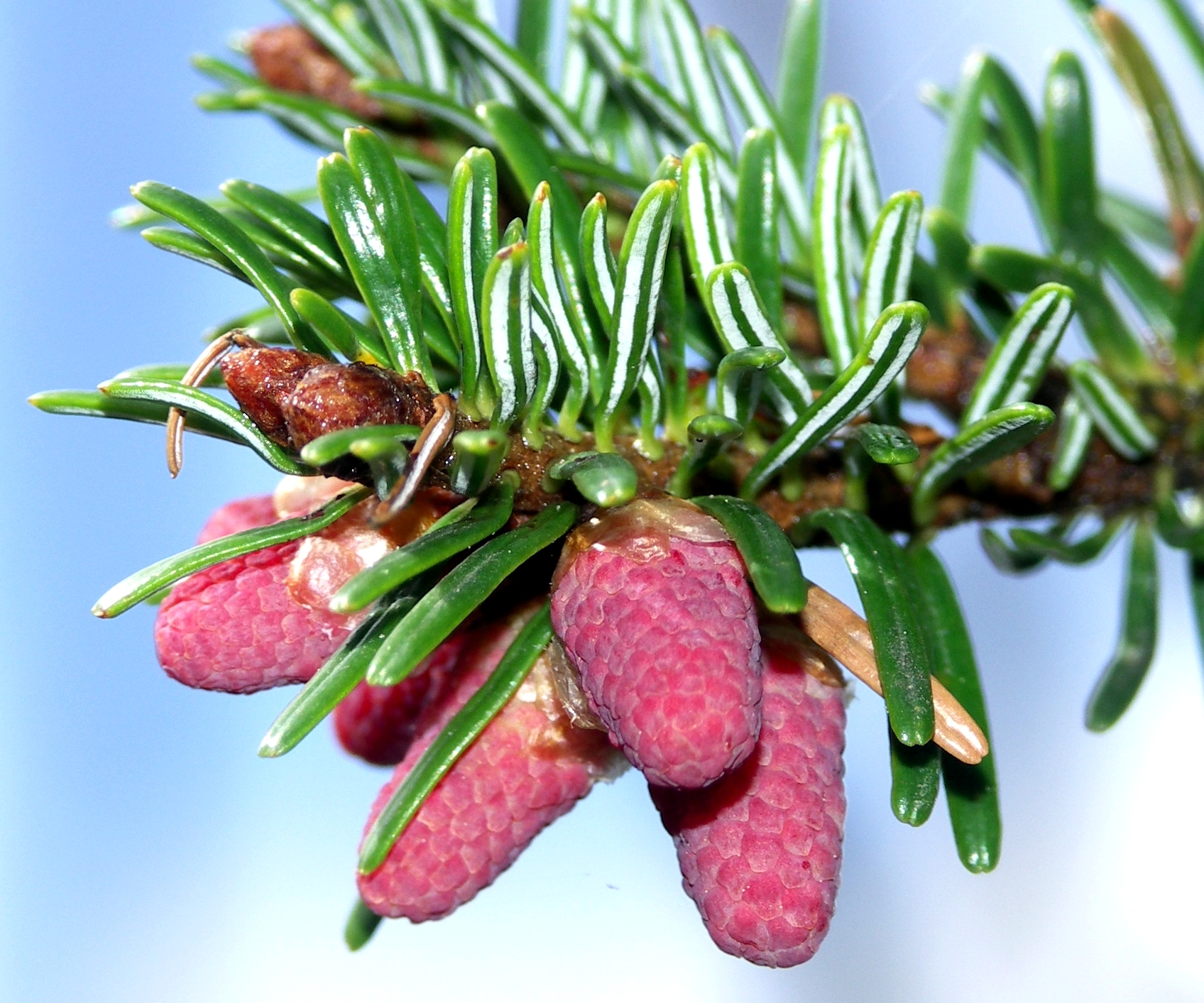
Conuri tinere și ace, pe dos cu două dungi albicioase de stomate
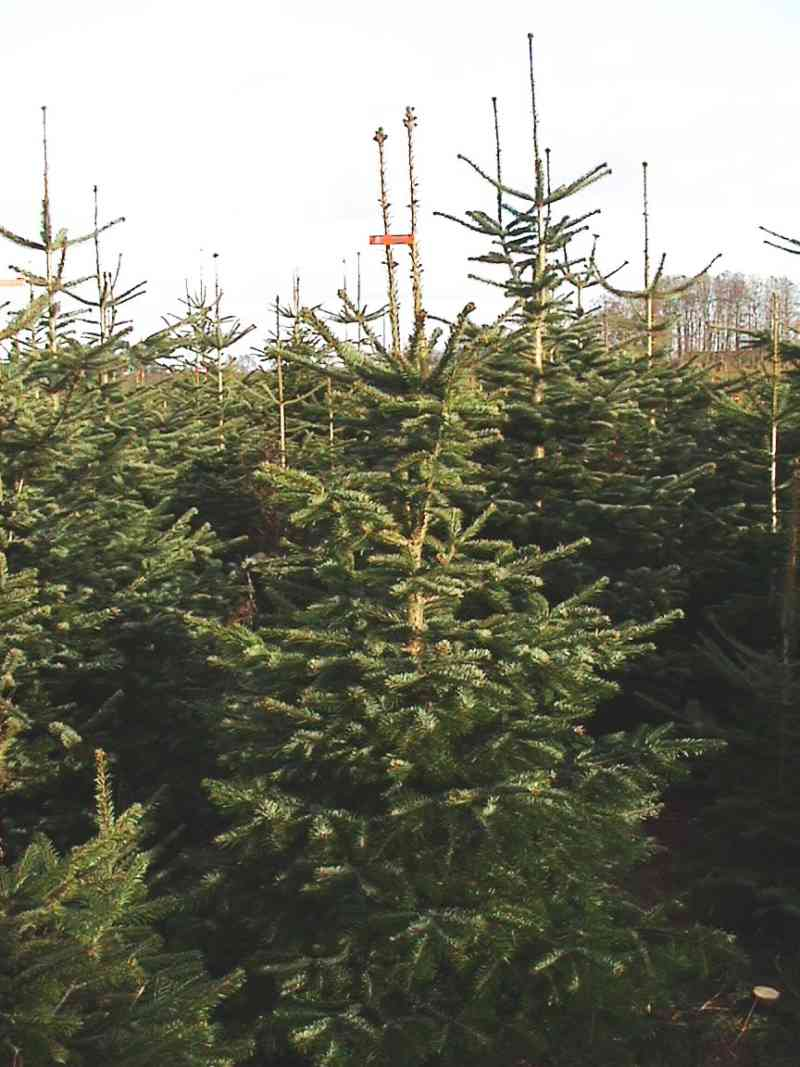
Ca și pom de Crăciun